# 静岡聖光学院中学校・高等学校
静岡聖光学院中学校・高等学校（しずおかせいこうがくいんちゅうがっこう・こうとうがっこう、英:  SHIZUOKA SEIKO GAKUIN）は、静岡県静岡市駿河区小鹿にあるミッション系の私立男子中学校・高等学校（中高一貫校）。高校では生徒を募集しない完全中高一貫校である。日本カトリック学校連合会に加盟。聖光学院中学校・高等学校とは姉妹校。

## 概要
静岡県下唯一の男子校。教義はカトリック。設立母体はキリスト教教育修士会。
訓育目標は「快活と素朴」「思慮深い心」「探求心にもとづく緻密さ」「真摯な態度」の4つ。変革に富む社会に柔軟に対応できる力を涵養するよう、学校生活のあらゆる場面で「表現力」を鍛える場を用意して、相手の立場・状況を踏まえて「伝える」ではなく「伝わる」表現を身につけるよう、挨拶・所作・黙想に真摯に取り組む教育方針を掲げている。
学校敷地内に学生寮があり、全国私立寮制学校協議会に所属。静岡市内や周辺の市町出身者だけではなく、関東からの県外出身者も多く在籍。
校歌「聖光讃歌」の作詞者は作家の小川国夫、作曲者は柴田南雄。

### 設置形態
- 静岡聖光学院中学校
- 静岡聖光学院高等学校
  - 全日制課程普通科

### アクセス

#### 電車
- JR東静岡駅 徒歩41分 車9分
- 静岡鉄道長沼駅 徒歩52分 車11分

#### 路線バス
- しずてつジャストライン
  - 美和大谷線・東静岡静大線「堀ノ内」停留所 徒歩14分
  - 美和大谷線「小鹿公民館前」停留所 徒歩15分[3]

「堀ノ内」が、最寄りの停留所だが、
学校公式ホームページサイトでは、経済的負担軽減の為か、「小鹿公民館前」と公開している。

#### スクールバス
- 通学用シャトルバスあり（東静岡駅南口から乗車）[3]

#### タクシー
- JR静岡駅南口（新幹線側）より15分[3]
- JR東静岡駅南口より10分[3]

#### 自家用車
- 東名高速道路日本平久能山SIC(スマートインターチェンジ)

より3分

### 姉妹校
- 聖光学院中学校・高等学校（神奈川県横浜市中区）
- さゆり幼稚園（神奈川県横浜市中区）
- セント・メリーズ・インターナショナル・スクール（東京都世田谷区瀬田）
- ジョン・ポール・カレッジ（オーストラリア）
- パンダン・ベイ・インスティテュート（フィリピン）

## 沿革
- 1968年 静岡聖光学院中学校 設置認可
- 1969年 静岡聖光学院中学校 開校
- 1972年 静岡聖光学院高等学校 開校
- 1977年 学校法人静岡聖光学院 認可
- 1988年 ポアトラホール完成（剣道場、卓球場撤去）
- 1992年 キャンプ場用地取得（山梨県北杜市須玉町）
- 1996年 チャペル 聖トマス・モアオラトワール完成
- 2003年 校舎の耐震改修工事を実施
- 2006年 静岡聖光学院創立者 記念碑建立
- 2012年 校舎全施設耐震工事完了
- 2015年 人工芝テニスコート完成
- 2017年 全教室ICT環境完備、人工芝グランド（レイモンド・マーテルフィールド）完成。「21stCEO（21世紀型教育機構）」加盟[4]。
- 2018年 クラウドファンディングを実施し、「全国主体性・効率性部活動サミット」[5][リンク切れ]を生徒主体で実現
- 2019年 校舎改修工事実施
- 2020年 デジタル工房 BIGIRION-Garage（ビギリオンガレージ）完成[6]、新体育館 トリニティアリーナ完成。全国一律休校要請の翌日にオンライン教育を宣言[7]し、iTunesU・Zoom などを活用[8]し、｢学校機能のオンライン化｣を実現[9]。
- 2021年 iPadやMacを使用した教育プログラムが確立していることが評価されて、Apple Distinguished School（ADS：アップル認定校）となる[10][リンク切れ]。

## 国際交流
- カナダホームステイ：高校一年の希望する生徒がバンクーバーの一般家庭に3週間滞在。学校創立以来行っている。
- イートン・カレッジ（イギリス）1440年に創設。男子全寮制パブリックスクール。
- ハロウ・スクール（イギリス）
- フォスカリーニ校（イタリア）
- ジョンポールカレッジ（オーストラリア）
- モダンスクール（インド）
- マレーカレッジ（マレーシア）
- マン・チパスン（インドネシア）
- タシクマラヤ（インドネシア）
- バジラウッド・カレッジ（英語版）[11]（タイ）
- チェンライ小中高一貫校（タイ）
- シラパオ・スクール（タイ）

ケンブリッジインターナショナル・プログラム
英国ケンブリッジ大学の機関であるケンブリッジ大学国際教育機構（CAIE）の認定を受け、ALevelをはじめとした国際教育プログラムを提供することを認められた英国のオンラインインターナショナルスクールNisaiJapanと提携
海外指定校推薦枠
- アメリカ合衆国：オレゴン州立大学、ユタ大学、ヘストン大学
- イギリス：エセックス大学、ブリストル大学
- オーストラリア：シドニー大学、グリフィス大学
- カナダ：サイモンフレーザー大学

## 学校行事
- 体育祭：毎年5月または6月に実施。高校3年生が企画に関わる最後のイベントでもある。各チームに分かれてTシャツを作っている。
- 聖光祭：学園祭。2020年・2021年はオンライン実施。保護者のバザーが盛ん。かつてはバザーで車を売っていた。
- クリスマスの集い：ボランティア活動を毎年実施しているが、かつてはコントやバンド等も演奏していた。
- 個人研究：高校1年生が1年間かけて、自由に決めた研究テーマを生徒自身の計画で論文を作成。なお、1万字
- ピエール・ロバート賞：年に一度、学内の主に個人研究の中から優秀な研究に対して送られる。

## 部活・委員会 活動

### 部活動

#### 運動部

##### ラグビー部
全国高等学校ラグビーフットボール大会（花園）に何度か出場している。
- 第89回全国高等学校ラグビーフットボール大会2009-2010（初出場）[13][リンク切れ]
- 第90回全国高等学校ラグビーフットボール大会2010-2011（2年連続2回目）
- 第94回全国高等学校ラグビーフットボール大会2014-2015（4年ぶり3回目）
- 第95回全国高等学校ラグビーフットボール大会2015-2016（2年連続4回目）
- 第98回全国高等学校ラグビーフットボール大会2018-2019（3年ぶり5回目）[14]
- 第99回全国高等学校ラグビーフットボール大会2019-2020（2年連続6回目）
- 第101回全国高等学校ラグビーフットボール大会2021-2022（2年ぶり7回目）[15]
- 第103回全国高等学校ラグビーフットボール大会2023-2024 (2年ぶり8回目)

### 委員会
- 静聖委員会
- 宗教活動委員会
- 生徒会執行部（募集停止）
- SCL推進委員会（旧図書委員）
- 聖光祭委員会
- 放送委員会
- 保健委員会
- 環境委員会
- 聖書研究会
- クラス委員会

## 歴代学校長
| 1 | ピエール・ロバート         | 1969年4月1日 | 1996年3月31日 |
| 2 | ロバート・デジェンヌ       | 1996年4月1日 | 2000年8月31日 |
| 3 | レイモンド・デュシャールム | 2000年9月1日 | 2011年3月31日 |
| 4 | 岡村壽夫                   | 2011年4月1日 | 2019年3月31日 |
| 5 | 星野明宏                   | 2019年4月1日 | 2022年3月31日 |
| 6 | 工藤誠一                   | 2022年4月1日 |               |

## 主な教員・出身者
【教員】
- 勝呂奏：日本近代文学研究者、桜美林大学教授

【出身者】
- 川島良彰：1期（コーヒー栽培技師、日本サステイナブルコーヒー協会理事長）[16][リンク切れ]
- 杉山弘：1期（化学者、京都大学大学院理学研究科教授）
- 上田整：3期（機械工学者、大阪工業大学工学部機械工学科教授）
- 渡辺英彦：3期（富士宮やきそば学会会長）
- 今村隆寛：年齢非公表（アニメーション監督）
- 江﨑晴城：8期（藤枝江﨑新聞店代表取締役社長）
- 中森広道：9期（社会学者、災害情報学者、日本大学文理学部教授）
- 江崎マサル：10期（音楽プロデューサー）
- 西川浩之：10期（司法書士、日本成年後見法学会理事）
- 阿部公彦：11期（英文学者、東京大学人文社会系研究科教授）
- 梅屋潔：13期（文化人類学者、神戸大学国際文化学研究科教授）
- 山田チカラ：16期（料理人、創作料理店「山田チカラ」オーナーシェフ）
- 室伏謙一：17期（元総務官僚、政策コンサルタント）
- 小野澤宏時：22期（ラグビー日本代表、2003年・2007年・2011年にW杯出場）[17]
- 八木隆宜：30期（お笑い芸人（レオン）。ホリプロコム所属）
- 小野澤謙真：50期（ラグビー）

## 設備

### 校内
- Bigirion Garage（ビギリオンガラージ：デジタル創造工房。巨大スクリーンやパソコン・3Dプリンター・音響設備・教育用ロボットなどを備える）
- SCL（聖光カルチャーラボ：図書室。カフェや学習室としての機能を持つ）
- CL（クリエィティブラボ1・2：新しい発想を生み出すことを意図した教室）
- PRH（ピエールロバートホール：小ホールや舞台としての設備を備えた旧階段教室）
- クルド・サック（階段横多目的スペース：机椅子・ホワイトボードが常設されており、いつでも議論や先生に質問することができる）
- EAL（英語教室）

### 敷地内
- レイモンド・マーテルフィールド（人工芝グラウンド）
- テニスコート（オムニコート）
- トリニティアリーナ（旧第二体育館）
- bio lithotope（バイオリソトープ：生物と岩石の庭園。旧日本庭園）
- 聖トマス・モア オラトワール（聖堂・チャペル）
- ソラリウム
- 売店フランボー
- ポアトラホール（トレーニングルーム、剣道場）
- 聖光農園（畑、茶畑）

### 学生寮
- ボセジュール（中学1・2年生）
- ルセール（中学3年生・高校生）